# Thomas Silverstein

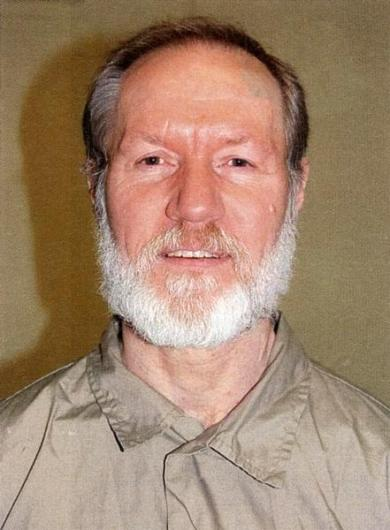
Thomas Silverstein (2011)

Thomas Edward Silverstein (* 4. Februar 1952 in Long Beach, Kalifornien; † 11. Mai 2019 in Lakewood, Colorado), genannt Terrible Tom, war ein US-amerikanischer Strafgefangener und Mitglied der Gefängnisgang Aryan Brotherhood (AB). Für die Ermordung zweier Mithäftlinge und eines Gefängniswärters verbüßte er eine lebenslange Freiheitsstrafe im Hochsicherheitsgefängnis ADX Florence. Silverstein behauptete, dass die unmenschlichen Bedingungen des amerikanischen Gefängnissystems mitverantwortlich seien für diese drei Morde. Silverstein wurde ab 1983 bis zu seinem Tod ständig in Isolationshaft gehalten und war damit der bislang am längsten in Isolationshaft einsitzende Häftling eines Bundesgefängnisses der Vereinigten Staaten.

## Kindheit und Jugend
Thomas Silverstein wurde 1952 in Long Beach, Kalifornien, geboren. Seine Mutter Virginia ließ sich 1952 kurz vor Thomas’ Geburt von ihrem ersten Ehemann scheiden und heiratete Thomas Conway, der laut Silverstein auch sein biologischer Vater gewesen sein soll. Vier Jahre später ließ sie sich von Conway scheiden und heiratete Sid Silverstein, der seinen Stiefsohn adoptierte.
Silverstein war ein schüchternes, unbeholfenes Kind, das in dem Mittelklasse-Viertel, in dem er aufwuchs, ständig drangsaliert wurde. Viele nahmen wegen seines Nachnamens fälschlich an, dass er jüdischer Herkunft sei. Virginia Silverstein verlangte, dass ihr Sohn zurückschlagen solle, und drohte ihm, wenn er jemals wieder weinend nach Hause käme, weil er verprügelt worden sei, werde sie ihm noch eine Tracht Prügel verpassen. Silverstein berichtete: „So war meine Mutter. Sie ging Ärger nicht aus dem Weg. Wenn jemand dich mit einem Baseballschläger bedrohte, dann holtest du deinen, und los ging's.“ Mit 14 Jahren wurde er in eine staatliche Erziehungsanstalt eingewiesen, wo, wie er sagte, seine positive Einstellung zu Gewalt verstärkt wurde. „Jeder, der nicht kämpfen wollte, wurde misshandelt.“

## Verbrechensserie
1971 wurde er wegen bewaffneten Raubüberfalls zum ersten Mal inhaftiert und verbüßte eine vierjährige Freiheitsstrafe im Staatsgefängnis San Quentin. Nach seiner Entlassung verübte er gemeinsam mit seinem Vater Thomas Conway und seinem Vetter Gerald Hoff drei weitere bewaffnete Überfälle und wurde dafür zu einer Freiheitsstrafe von 15 Jahren verurteilt. Ein Bewährungshelfer beschuldigte später den Vater, Silverstein in die Verbrechen hineingezogen zu haben.
1978 soll er im Bundesgefängnis Leavenworth den Mitgefangenen Danny Atwell ermordet haben, weil dieser sich geweigert haben soll, Drogen für die Aryan Brotherhood (AB) zu schmuggeln. Silverstein wurde wegen Mordes verurteilt und ins damals sicherste Gefängnis der USA, das Bundesgefängnis Marion, überstellt.
In Marion war Silverstein in der Control Unit untergebracht, faktisch unter Einzelhaft-Bedingungen, vorbehalten für problematische Gefangene, die zu Gewalt und Unruhestiftung neigen.
Zwar wurde der Mord-Schuldspruch wegen Unglaubwürdigkeit zweier Zeugen wieder aufgehoben, doch ermordete Silverstein am 22. November 1981 zusammen mit Clayton Anthony Fountain den schwarzen Mithäftling Robert Chappelle, ein Mitglied der rivalisierenden Gefangenengang DC Blacks, was ihm schließlich eine lebenslange Freiheitsstrafe einbrachte. Wieder wurde er verurteilt auf Grund von Aussagen anderer Gefangener. Silverstein behauptete weiterhin, unschuldig an diesem Mord zu sein. Während des Prozesses wegen Mordes an Chappelle transferierte die zuständige Bundesbehörde Bureau of Prisons (BOP) Raymond Cadillac Smith, den überregionalen Kopf der D.C.-Blacks-Gefängnisgang, aus einem anderen Gefängnis in die Control Unit in Marion, und steckte ihn in eine Zelle in der Nähe Silversteins. Von dem Moment an, in dem Smith in der Control Unit ankam, zeigen Gefängnisaufzeichnungen, dass er versuchte, Silverstein zu töten. „Ich versuchte Cadillac zu erklären, dass ich Chappelle nicht getötet hatte, aber er glaubte mir nicht, und gab damit an, dass er mich töten würde“, erinnerte sich Silverstein. „Jeder wusste, was ablief, und niemand tat etwas, uns voneinander fernzuhalten. Die Wärter wollten, dass wir uns gegenseitig umbringen“. Am 27. September 1982 ermordete er, unterstützt von Clayton Anthony Fountain, in einem Duschraum Raymond Smith und zerrte dessen Leiche über den Flur des Gefängnisses, vorbei an den Zellen der Häftlinge. Silverstein wurde erneut wegen Mordes zu lebenslanger Freiheitsstrafe verurteilt.

### Mord an Merle E. Clutts
Am 22. Oktober 1983 gelang es ihm trotz Hand- und Fußfesseln, den Gefängniswärter Merle Clutts zu ermorden. Silverstein war zu einem Duschgang abgeholt worden und wurde mit Hand- und Fußfesseln von drei Wärtern abgeführt, als er plötzlich seine Hände in die Zelle eines Mithäftlings steckte, der ihm in wenigen Sekunden die Handschellen öffnete und ihm eine Stichwaffe übergab. Silverstein stürzte sich blitzschnell auf Clutts und tötete ihn mit mehreren Stichen, ehe er überwältigt werden konnte. Silverstein behauptete, von Clutts ständig vorsätzlich schikaniert worden zu sein, z. B. durch Zerstörung seiner Familienfotos, Zeichnungen und persönlicher Gegenstände bei häufigen Zellendurchsuchungen. Clutts war der Vorgesetzte aller Wärter dieser Einheit und etwaige Beschwerden Silversteins gegen Clutts wären von diesem selbst zu bearbeiten gewesen.
Später am selben Tag, nachdem Silverstein sichergestellt und die Einheit wieder zum normalen Ablauf zurückgekehrt war, tötete Clayton Anthony Fountain ebenfalls einen Wärter. Mit dieser Aktion wollte die AB die Botschaft überbringen, dass wirklich niemand vor ihr sicher sei. Aufgrund der beiden Wärtermorde wurde bis 1994 das Bundesgefängnis ADX Florence erbaut – laut Guinness-Buch der Rekorde das sicherste Gefängnis der Welt. Silverstein wurde wegen des Mordes zu einer Haftstrafe auf Lebenszeit verurteilt und zunächst in eine Einzelzelle (Isolierzelle) im Bundesgefängnis Atlanta, Georgia, überstellt. Über ihn wurde von den Gefängnisbehörden der Status „ohne menschlichen Kontakt“ verhängt.

### Aufstand in Atlanta und Transfer nach Leavenworth
1987 kam es in Atlanta zu einem Gefängnisaufstand kubanischer Häftlinge, die mehrere Wärter als Geisel nahmen und Silverstein aus seiner Isolationszelle befreiten. Während des einwöchigen Aufstands konnte er sich frei im Gefängnis bewegen, ehe er von den Kubanern nach zähen Verhandlungen an die Sicherheitskräfte ausgeliefert wurde, da diese befürchteten, er könne den Geiseln etwas antun. Einer der als Geiseln gehaltenen Wärter war zu Silverstein immer freundlich gewesen, indem er, wenn er Silverstein Handschellen anlegte, fragte, ob sie auch nicht zu eng seien. Silverstein besuchte den gefangenen Wärter und sorgte dafür, dass er von den Kubanern gut behandelt wurde. Er fragte, ob die Handschellen OK seien und brachte den Wärtern frisches Obst. BOP-Unterhändler überzeugten die Kubaner, Silverstein als eine Geste guten Willens an die Behörde auszuhändigen. Eine relativ leichte Entscheidung für diese, da Silversteins Status keine Rolle für die Ziele der Kubaner während des Aufstands spielte.
Er wurde sofort wieder ins Bundesgefängnis von Leavenworth verlegt und in eine spezielle, schallisolierte Zelle im Keller des Gefängnisses verbracht, wo er unter dem Status „kein menschlicher Kontakt“ 24 Stunden am Tag überwacht wurde.
Als Leavenworth 2005 zu einem Gefängnis mit mittlerer Sicherheit herabgestuft wurde, überstellte das BOP Silverstein ins Bundesgefängnis ADX Florence, wo er seine Haftstrafe auf Lebenszeit verbüßte. Dort saß Silverstein die ersten zweieinhalb Jahre in der Z-Unit, die außer ihm nur einen weiteren Gefangenen beherbergte. Vor Silversteins Ankunft wurde extra eine Mauer eingezogen, damit die beiden sich auf keinen Fall verständigen konnten. Seit 2007 war er in der D-Unit untergebracht, weiterhin in Isolationszellen, allerdings war es ihm nun erlaubt, eine Stunde am Tag in Nachbarschaft zu anderen Gefangenen zu trainieren, wobei sich jeder in einem eigenen Käfig aufhalten musste.

## Vorwurf der Folter und Ungerechtigkeit
Silverstein klagte, der Status ohne menschlichen Kontakt sei in Wirklichkeit eine Art der Folter, vorbehalten für diejenigen, die einen Wärter getötet haben. „Wenn ein Insasse einen Wärter tötet, muss er bestraft werden“, sagte ein BOP-Beamter dem Autor Pete Earley. „Wir können Silverstein nicht exekutieren, also haben wir keine andere Wahl, als ihm das Leben zur Hölle zu machen. Ansonsten würden andere Insassen ebenfalls Wärter töten. Es muss eine besondere Form der Bestrafung geben. Jeder Gefangene weiß, was Silverstein zu erleiden hat. Wir wollen, dass sie sich bewusst sind, wenn sie dieselbe Linie überschreiten, zahlen sie einen hohen Preis.“
Ted Sellers, ein ehemaliger Insasse, der Silverstein während seiner 25 Gefängnisjahre getroffen hat, sagte, er sei eine Legende in Leavenworth geworden. Sellers erzählte BBC News Online: „Er ist nicht so schlimm, wie er dargestellt wird. Natürlich ist er gefährlich, wenn sie ihn mit dem Rücken zur Wand drängen. Aber es gab einige dreckige, miese Wärter in Marion […], die haben dich vorsätzlich in die Mangel genommen. Es geht um eine Person, die 23 Stunden am Tag eingesperrt ist. Natürlich brennt ihm leicht die Sicherung durch“.
Silverstein behauptete weiterhin, dass man ihn längst hätte entlassen müssen, da die Verurteilung, für die er in Marion eingesessen hatte, später aufgehoben worden ist. Ohne diese falsche Verurteilung und die Brutalität des Gefängnissystems hätte er nie jemanden getötet.
Seit 2007 lief eine Verfassungsklage Silversteins unter der Führung der Denver University Law School gegen das BOP und verschiedene Angestellte dieser Behörde mit dem Vorwurf der Folter und unangemessen grausamer Bestrafung. Die Klage wurde 2010 in mehreren Punkten in erster Instanz zugelassen. In der Entscheidung ist nachzulesen, dass Silverstein seit über zehn Jahren von Gefängnispsychologen als lediglich „gering gefährlich“ beurteilt wurde.
Nach knapp 36 Jahren in Isolationshaft starb Silverstein am 11. Mai 2019 im Alter von 67 Jahren.